# 舍夫里昂瑟雷讷
舍夫里昂瑟雷讷（法語：Chevry-en-Sereine，法語發音：[ʃəvʁi ɑ̃ səʁɛn] ⓘ）是法国塞纳-马恩省的一个市镇，属于普罗万区。

## 地理
舍夫里昂瑟雷讷（48°15'13"N, 2°56'35"E）面积22.81 平方千米，位于法国法蘭西島大區塞纳-马恩省，该省份为法国北部内陆省份，北起瓦兹省，西接埃松省、马恩河谷省、塞纳-圣但尼省和瓦兹河谷省，南至卢瓦雷省，东南接约讷省，东临马恩省和奥布省，东北接埃纳省。
与舍夫里昂瑟雷讷接壤的市镇（或旧市镇、城区）包括：图里-费罗特、吕南河畔沃、布莱讷、迪扬、洛雷勒博卡日-普雷欧。

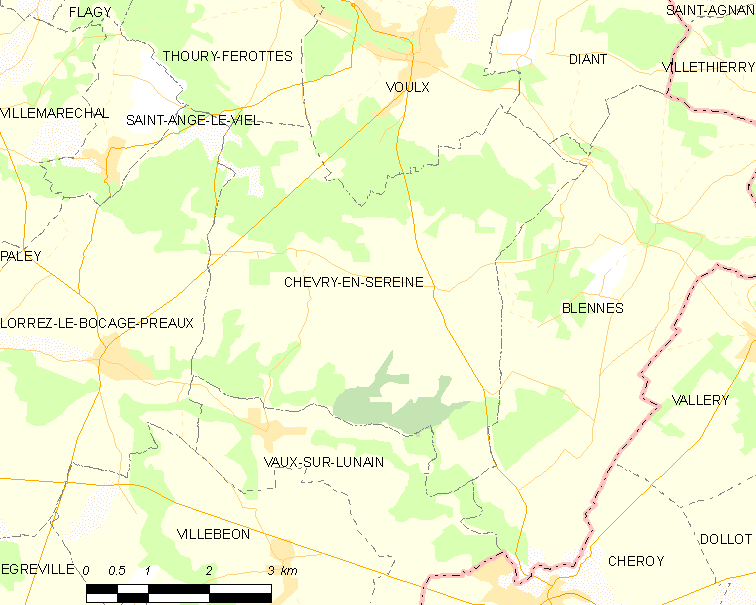
舍夫里昂瑟雷讷的OSM定位图

舍夫里昂瑟雷讷的时区为UTC+01:00、UTC+02:00（夏令时）。

## 行政
舍夫里昂瑟雷讷的邮政编码为77710，INSEE市镇编码为77115。

## 政治
舍夫里昂瑟雷讷所属的省级选区为讷穆尔县。

## 人口

1962-2008年间舍夫里昂瑟雷讷人口变化图示

舍夫里昂瑟雷讷于2022年1月1日时的人口数量为504人。